# Нови, Анджело
Анджело Нови (итал. Angelo Novi; 9 июня 1930, Ланцо-д’Интельви — 6 мая 1997, там же) — итальянский фотограф и киноактёр.

## Биография
Нови учился живописи в Академии искусств Бреры и провёл один год на факультете архитектуры. В 1952 году решил посвятить себя фотографии, изначально работал в агентстве Publifoto (позже слилось с Olimpia), для которого он, в частности, делал репортажи в Турции, Сирии, Ливане, Иране и Индии. В 1956 году сделал снимки народного восстания в Венгрии. После переезда в Рим в 1960 году он продолжил заниматься репортажной фотожурналистикой. Спустя короткое время работал уже на Dufoto, на съемочных площадках. Он работал с Пазолини и Серджо Леоне, которые даже брали его на небольшие роли в свои фильмы.
Всего Анджело Нови отметился в 25 фильмах, снятых в промежутке между 1962 и 1997 годами. Среди наиболее заметных ролей: монах в фильме «Хороший, плохой, злой» (1966), а также небольшая роль в фильме «Меня зовут Никто» (1973).
Как фотограф Нови особенно известен своими снимками Бернардо Бертолуччи. Нови предпочитал работать в чёрно-белом изображении.